# Massimo Stano
Massimo Stano (Grumo Appula, 27 februari 1992) is een Italiaans atleet, die uitkomt bij het snelwandelen. Hij werd in 2021 olympisch kampioen op de 20 km snelwandelen en in 2022 wereldkampioen op de 35 km snelwandelen. 

## Biografie

### Eerste successen bij de junioren
Stano groeide op in Palo del Colle, waar hij in 2003 de atletieksport oppakte. Aanvankelijk richtte hij zich als hardloper vooral op de lange afstanden. Vanaf 2008 stapte hij echter over op het snelwandelen. Na in eigen land zijn eerste successen te hebben behaald op de 10 km en de 5000 m snelwandelen, werd hij in 2009 voor het eerst uitgezonden naar een internationaal toernooi, de wereldkampioenschappen voor junioren onder de 18 jaar (U18) in Brixen, waar hij veertiende werd op de 10.000 m snelwandelen. In 2010 veroverde hij zijn eerste nationale titel bij de junioren, waarna Stano later dat jaar werd uitgezonden naar de wereldkampioenschappen U20 in het Canadese Moncton. Daar eindigde hij op de 10.000 m snelwandelen als dertiende. In 2011 verdedigde hij zijn Italiaanse titel bij de junioren met succes, waarna hij op de Europese kampioenschappen voor U20-junioren in Tallinn voor het eerst dicht bij een medaille kwam door op de 10.000 m snelwandelen als vierde te eindigen in 43.24,52.

### Deelname aan grote toernooien
In 2013 verhuisde Stano naar Milaan om daar te gaan trainen. Hij nam dat jaar voor het eerst deel aan de 20 km snelwandelen op de EK U 23 in Tampere en wist daar zijn eerste internationale medaille te veroveren, een zilveren in 1:25.25. Het jaar erna kwam hij voor het eerst uit op een EK, de EK voor senioren in Zürich, waar hij op de 20 km snelwandelen met 1:29.14 ver achter bleef op zijn beste prestatie en als 24e plaats eindigde. In 2015 werd hij uitgezonden naar de WK in Peking. Daar finishte hij op de 20 km snelwandelen in 1:22.53 als 19e.
Aangezien hij de laatste jaren last had gekregen van verschillende blessures, verhuisde Stano in 2016 opnieuw, nu naar Castel Porziano. Sindsdien traint onder leiding van Patrizio Parcesepe.

### Comeback na blessures
Pas in 2018 kon Stano weer regelmatig aan wedstrijden deelnemen. Hij verbeterde zijn beste tijd op de 20 km snelwandelen tot 1:21.02 en veroverde zijn nationale seniorentitel. Op de EK in Berlijn eindigde hij als vierde, waarbij hij zijn PR opnieuw scherper stelde tot 1:20.51. In 2019 werd hij eerst Italiaans kampioen op de 35 km snelwandelen, waarna hij op de WK in Doha, nu weer op de 20 km snelwandelen, als 14e eindigde in 1:31.36. 

### Olympisch en wereldkampioen
Stano won in 2021 olympisch goud bij het snelwandelen over 20 km. Het snelwandelen en de marathon werden gehouden in Sapporo op het noordelijker gelegen eiland Hokkaido. In 2022 werd Stano wereldkampioen op het nieuwe onderdeel de 35 km snelwandelen.

### Privé
Stano, die sinds 2016 getrouwd is met Fatima Lotfi, die eveneens aan atletiek deed, is een gediplomeerd programmeur.

## Titels
- Olympisch kampioen 20 km snelwandelen - 2020
- Wereldkampioen 35 km snelwandelen - 2022
- Italiaans kampioen 10 km snelwandelen - 2018
- Italiaans kampioen 20 km snelwandelen - 2022
- Italiaans kampioen 35 km snelwandelen - 2019

## Persoonlijke records
Outdoor
| Onderdeel             | Prestatie | Datum             | Plaats  |
| --------------------- | --------- | ----------------- | ------- |
| 3000 m snelwandelen   | 11.06,15  | 9 juni 2022       | Rome    |
| 5000 m snelwandelen   | 19.52,74  | 28 september 2013 | Sulmona |
| 10.000 m snelwandelen | 38.28,05  | 28 april 2019     | Rome    |

Indoor
| Onderdeel           | Prestatie | Datum            | Plaats |
| ------------------- | --------- | ---------------- | ------ |
| 5000 m snelwandelen | 19.52,62  | 21 februari 2015 | Padua  |

Weg
| Onderdeel          | Prestatie    | Datum            | Plaats    |
| ------------------ | ------------ | ---------------- | --------- |
| 10 km snelwandelen | 39.19        | 7 september 2018 | Pescara   |
| 20 km snelwandelen | 1:17.45 (NR) | 8 juni 2019      | A Coruña  |
| 35 km snelwandelen | 2:20.43 (WR) | 18 mei 2025      | Poděbrady |

## Palmares

### 10.000 m snelwandelen
- 2009: 14e WK U18 - 46.00,85
- 2010: 13e WK U20 - 43.03,58
- 2011: 4e EK U20 - 43.24,52

### 10 km snelwandelen
- 2018:  Italiaanse kamp. - 38.19

### 20 km snelwandelen
- 2013:  EK U23 te Tampere - 1:25.25
- 2014: 24e EK - 1:29.14
- 2015: 19e WK - 1:22.53
- 2018: 4e EK - 1:20.51
- 2019: 14e WK - 1:31.36
- 2021:  OS - 1:21.05
- 2022:  Italiaanse kamp. - 1:21.21
- 2022: 8e EK - 1:21.18

### 35 km snelwandelen
- 2019:  Italiaanse kamp. - 2:35.03
- 2022:  WK - 2:23.14 (AR)
- 2025:  EK voor landenteams in Podebrady - 2:20.43 (WR)

1956: Leonid Spirin ·
1960: Volodymyr Holoebnytsjy ·
1964: Ken Matthews ·
1968: Volodymyr Holoebnytsjy ·
1972: Peter Frenkel ·
1976: Daniel Bautista ·
1980: Maurizio Damilano ·
1984: Ernesto Canto ·
1988: Jozef Pribilinec ·
1992: Daniel Plaza ·
1996: Jefferson Pérez ·
2000: Robert Korzeniowski ·
2004: Ivano Brugnetti ·
2008: Valeri Bortsjin ·
2012: Chen Ding ·
2016: Wang Zhen ·
2020: Massimo Stano ·
2024: Brian Pintado
2022: Massimo Stano ·
2023 Álvaro Martín